# Podomyrma christae
Podomyrma christae är en myrart som först beskrevs av Auguste-Henri Forel 1907.  Podomyrma christae ingår i släktet Podomyrma och familjen myror. Inga underarter finns listade i Catalogue of Life.